# Hindu (Salme)
Hindu – wieś w Estonii, w prowincji Sarema, w gminie Salme.